# Els pastorets a Manresa

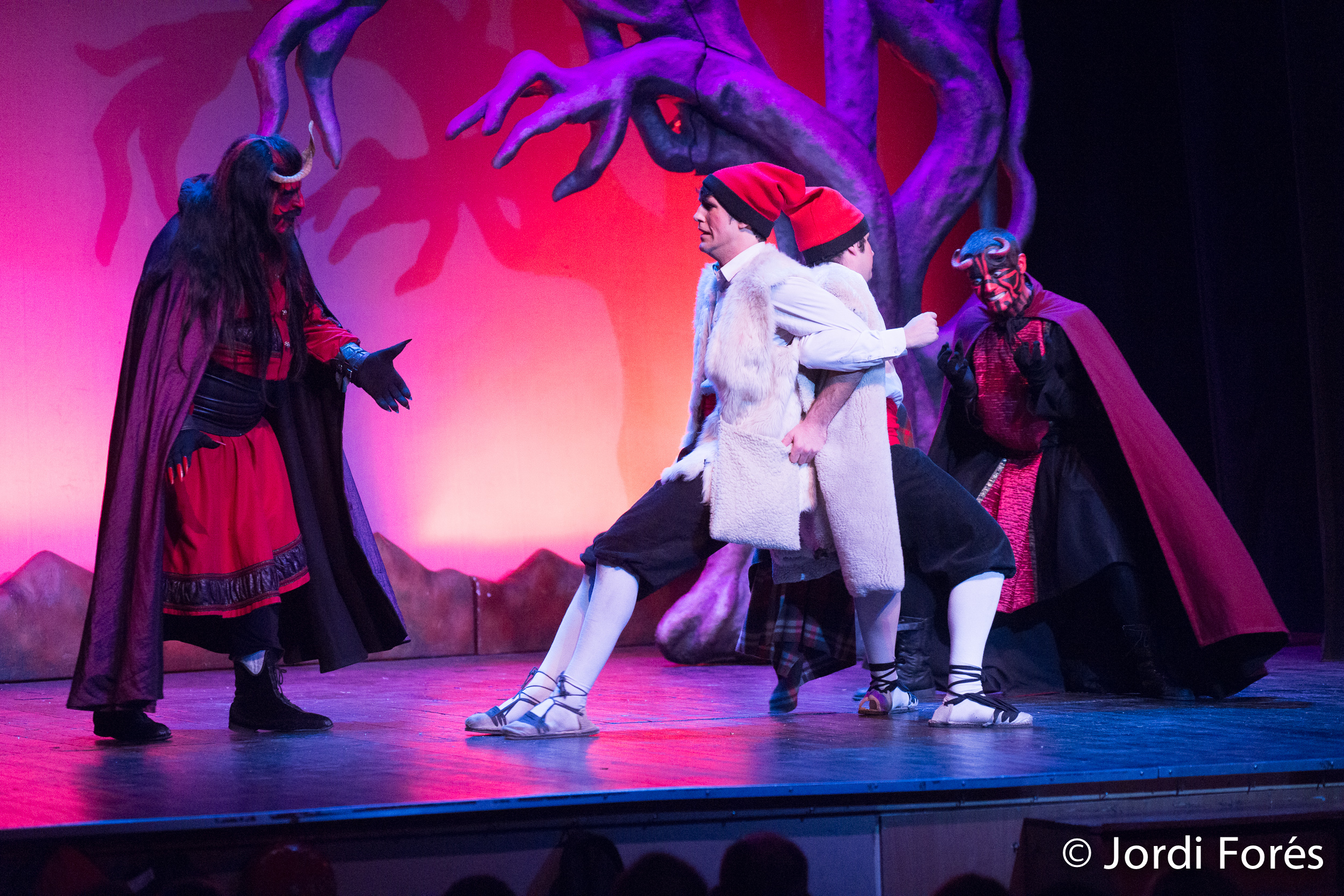
Els Pastorets a la Sala Els Carlins (2015)

Els Pastorets a la Sala Els Carlins (1932)

Els Pastorets són una de les celebracions vinculades al Nadal que compten amb més tradició a la ciutat, i com a tals estan inventariades al catàleg del patrimoni immaterial de Manresa. Aquestes representacions populars escenifiquen diversos relats, que tenen com a marc argumental els fets explicats als Evangelis sobre el naixement de Jesucrist. Tot i el caràcter moralista i adoctrinant de les representacions originals, enguany els Pastorets han esdevingut un espectacle familiar on el fet religiós esdevé força secundari. Aquestes representacions s'han escenificat a teatres, col·legis i espais diversos al llarg dels anys, però actualment Els Pastorets de la Sala Els Carlins, són els de referència a la ciutat.

## Història.
Les primeres notícies que tenim de les representacions de Pastorets a Manresa es remunten a l'any 1770, quan a causa de l'esfondrament del sostre de la sala de l'Hospital de Sant Andreu on es representaven, resultaren morts tres dels espectadors. Uns anys més tard al 1813, trobem un contracte d'arrendament de la mateixa sala, entre un grup d'aficionats de la ciutat i els administradors de l'Hospital, per poder realitzar-hi les representacions de Pastorets.
Tenim poques notícies més de les representacions de Pastorets durant el segle xix, a excepció d'una referència del 1866, on ens parla de les representacions, poc reeixides, que es portaven a terme al Teatre Vallés. També disposem de la publicació del text "Los Pastorcillos en Belén o sea el nacimiento de Jesucristo" a la impremta de Lluís Roca de la mateixa ciutat l'any 1869. Tot i la manca de més referències, podem suposar que els Pastorets es van mantenir ben vius a la ciutat durant tot aquest segle, i això explicaria la forta embranzida que van agafar els anys següents.
Durant el segle XX hi ha la gran eclosió dels pastorets a tot el país, i per descomptat a Manresa. Al primer quart de segle, són nombrosos els grups i associacions que representen diversos texts, entre els quals ja apareixen els primers en català: "Els Pastorets nous" de Joaquim Estebanell al Círcol Manresà (1903), "La Rosa de Jericó" de Josep Durró a La Joventut Catòlica (1911), "Los Pastorcillos en Belén" a la Joventut Carlista Manresana o Sala Els Carlins (1910) o "Els Pastorets i l'adveniment de l'infant Jesús" de Josep M. Folch i Torres al Casal Regionalista (1920).
La Guerra Civil suposa un parèntesi obligat per a qualsevol manifestació amb referències religioses, i els Pastorets no es reprendran fins al Nadal del 1939, a la Sala Els Carlins, que ara pren el nom de Café España. Manresa sempre ha estat una ciutat molt rica en grups i associacions, i en aquests moments, malgrat l'encotillat imposat pel règim, tornen a reiniciar les seves activitats; tant és així que l'any 1943 es representaven set versions diferents de Els Pastorets a diversos escenaris de la ciutat. Si hem de parlar de representacions estables durant aquests anys, hem de fer referència als Pastorets de l'Ateneu Cultural Manresà que amb la seva versió de Josep Folch i Torres, rivalitzava amb la Sala Els Carlins on es representava el text en castellà de "Los Pastorcillos en Belén". Una competència que es va mantenir ben viva fins al tancament de l'Ateneu Cultural Manresà per motius de seguretat l'any 1966.
Una altra de les associacions que han mantingut viva la tradició de Els Pastorets a Manresa, és la Parròquia del Poble Nou, on s'escenifica la versió de Josep M. Folch i Torres des de l'any 1942.

## Els Pastorets de la Sala Els Carlins
Actualment quan es parla de Pastorets a Manresa, tothom ho associa a la Sala Els Carlins. Aquesta associació no és gens casual perquè s'hi han representat els Pastorets des de l'any 1910, amb l'única excepció del trienni 1936-1938, a causa de la guerra Civil. L'any 1903 es fundava la Joventut Carlista Manresana com a partit polític i poc després el 1906 s'instal·laven a l'immoble on ara trobem la Sala Els Carlins, que ja comptava amb un petit escenari. El mateix any comencen les representacions d'un grup d'afeccionats al teatre i el Nadal del 1910 tenen lloc les primeres representacions de Pastorets amb el text "Los Pastorcillos en Belén o sea el nacimiento de Jesucristo". Aquest text s'acompanyava amb la música del compositor manresà Marià Vallés i va perviure fins a l'any 1962 que es va substituir per "Els Pastorets i l'adveniment de l'infant Jesús" de Josep M. Folch i Torres, text que encara es representa actualment.
Dins de les cites destacades al llarg d'aquests anys, cal destacar la versió televisiva que es va emetre pel canal català de TVE l'any 1985 o la celebració del Centenari de les representacions l'any 2010.
La versió que podem veure a l'escenari de la Sala Els Carlins cada Nadal pretén ser fidel al text de Josep M. Folch i Torres, primant sobretot el ritme escènic i l'apropament a un públic familiar de totes les edats.